# امیلیا لانیر
 امیلیا لانیر (همچنین هجیلی یا املیا لانیر ، 1569-1645) ،یک شاعر و سخن سرای انگلیسی زبان در اوایل دوره مدرن بود. او نخستین بانوی انگلیسی بود که از طریق یک دیوان شعر(زنده باد پادشاه یهود) ادعای خود را به عنوان یک شاعر حرفه‌ای مطرح‌کرد.

## شهرت
لانیر تا قرن‌ها به طور عمده فراموش شده بود، اما مطالعه علمی در مورد کار او در دهه‌های اخیر به طرز چشمگیری افزایش یافته است. او اکنون بخاطر مشارکت در ادبیات انگلیسی از طریق انتشار دیوان اشعار خود با نام (زنده باد پادشاه یهود) به یادگار مانده است و نخستین شاعر حرفه ای زن در زبان انگلیسی به حساب می‌آید.